# جورجیا آلن
جورجیا آلن (انگلیسی: Georgia Allen؛ زادهٔ ۲۷ ژوئن ۱۹۹۸) بازیکن سابق فوتبال اهل انگلستان است که در خط میانی برای ایپسویچ تاون بازی می‌کرد.
وی در تیم ملی فوتبال زیر ۱۹ سال انگلستان بازی کرده است.